# Посмітюха малабарська
Посмітюха малабарська (Galerida malabarica) — вид горобцеподібних птахів родини жайворонкових (Alaudidae). Ендемік Індії.

## Опис

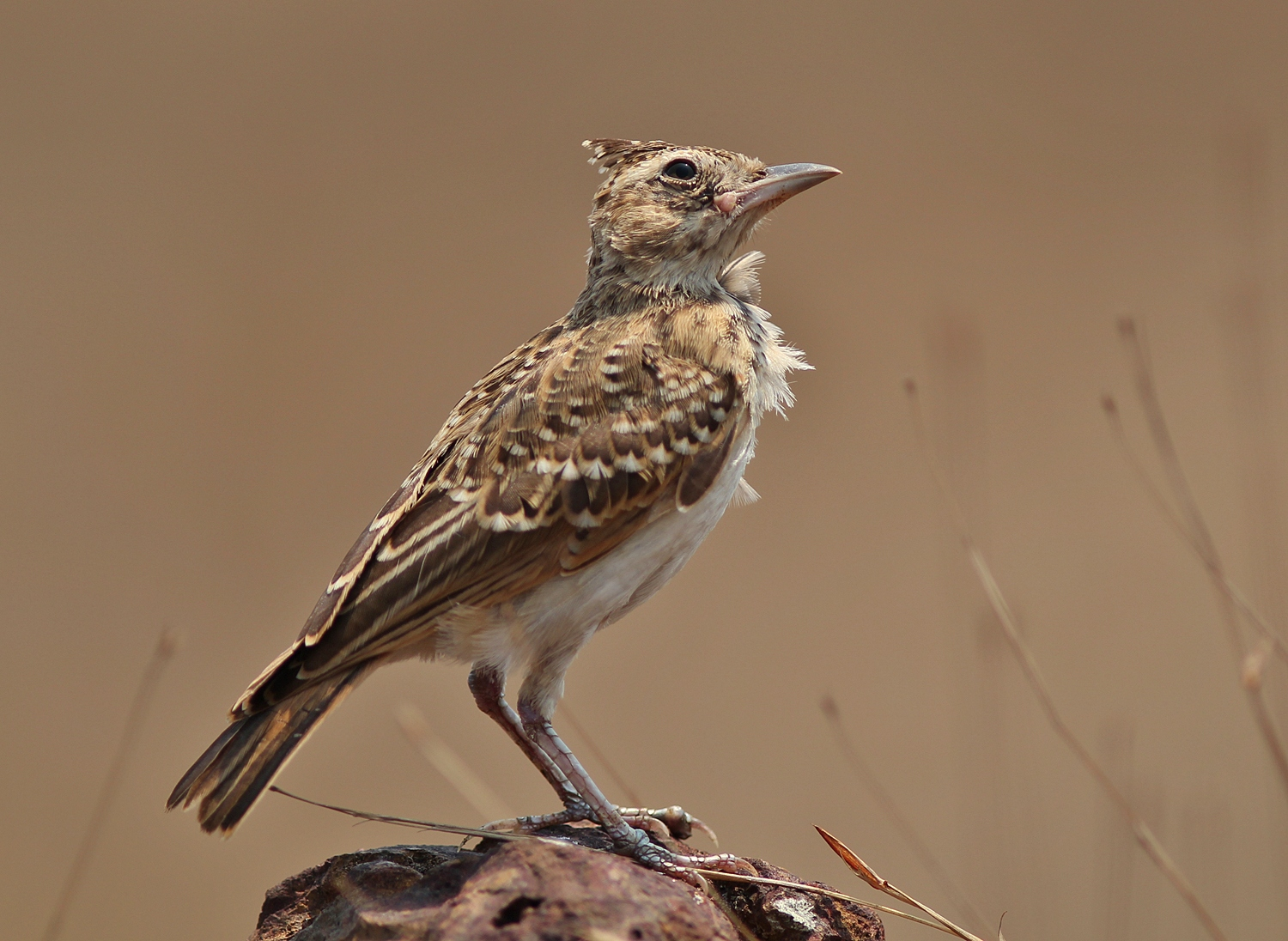
Малабарська посмітюха

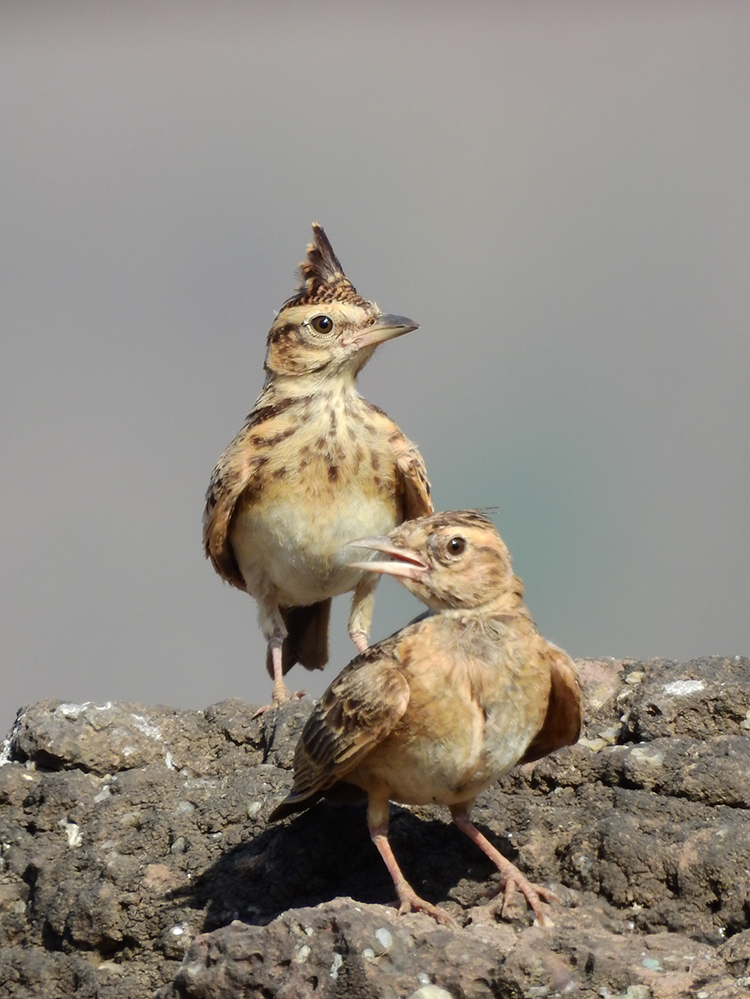
Малабарські посмітюхи

Довжина птаха становить 15-19 см, враховуючи хвіст довжиною 46-52 мм. Довжина дзьоба становить 16-18 мм. Виду не притаманний статевий диморфізм. Верхня частина тіла рудувато-коричнева, сильно поцяткована чорнуватими смугами, піщаний або сірувато-коричневий відтінок в оперенні відсутній. Груди охристо-коричневі, плямисті. Шості (крайні) стернові пера світло-рудуваті. На голові помітний чуб, який може ставати дибки. Очі карі, дзьоб зверху рогово-коричневий, знизу світліший, лапи тілесного кольору.

## Поширення і екологія
Малабарські посмітюхи мешкають в прибережних районах Малабарського узбережжя на заході півострова Індостан, на південь від Гуджарата. Вони живуть на сухих луках, місцями порослих чагарниками, на лісових галявинах та на кам'янистих схилах, на висоті до 2000 м над рівнем моря. Під час сезону розмноження зустрічаються поодинці або територіальними парами, під час негніздового періоду — зграйками від 5 до 8 птахів. Живляться переважно насінням, а також комахами, зокрема мурахами, турунами і кониками. Розмножуються протягом всього року, за винятком найбільш вологих місяців (червень-липень). Гніздяться на землі, в кладці 2-3 яйця.